# Armin Petzold
Ernst Armin Petzold (* 8. Dezember 1923 in Paitzdorf; † 21. März 2004 in Weimar) war ein deutscher Chemiker und Hochschullehrer.

## Leben
Armin Petzold legte 1942 in Bautzen das Abitur ab und diente anschließend im Zweiten Weltkrieg. Nach Kriegsende studierte er Chemie an der Friedrich-Schiller-Universität Jena, er trat in die SED ein und arbeitete ab 1948 als wissenschaftlicher Assistent am Institut für Anorganische Chemie. 1951 wurde er an der Universität Jena zum Dr. rer. nat. promoviert. Von 1950 bis 1952 wirkte er an der Prüfdienststelle Zwickau des Deutschen Amtes für Material- und Warenprüfung, wo er zuletzt die Abteilung für Emailleforschung leitete. Zu Beginn des Jahres 1953 wechselte er nach Berlin, um ein halbes Jahr lang am Institut für Angewandte Silikatforschung zu arbeiten. Er ging danach an die Bergakademie Freiberg und bekam dort 1954 einen Lehrauftrag für das Fachgebiet Technologie des Emails. Ab 1957 lehrte er zudem Chemie und Technologie der Bindemittel und ab 1960 auch das Fach Feuerfeste Baustoffe.
1961 wurde er von der Hochschule für Architektur und Bauwesen Weimar zum Professor für das Fachgebiet Bindemittel berufen, 1966 kam das Fach Glas hinzu, und 1969 wurde er ordentlicher Professor für Silikattechnik (Glas und Emaille). Von 1963 bis 1968 wirkte Armin Petzold als Prorektor für Forschung, 1967/68 leitete er ein knappes Jahr lang das Institut für Baustoffkunde, und vom Dezember 1968 bis Ende 1970 amtierte er als Rektor der Hochschule. 1971 kehrte er nach Freiberg zurück, wo er zum ordentlichen Professor für Baustoffchemie berufen wurde. Er war von 1971 bis 1974 Prodekan der Fakultät für Mathematik und Naturwissenschaften des Wissenschaftlichen Rates der Bergakademie. Von 1973 bis 1976 leitete er den Wissenschaftsbereich „Entwicklung Anorganisch-Nichtmetallischer Werkstoffe“. 1978 wurde er aus gesundheitlichen Gründen emeritiert. Er blieb jedoch wissenschaftlich aktiv und verfasste mehrere Fachwerke.

## Veröffentlichungen (Auswahl)
- Beiträge zur Chemie der Reineckesalze. Dissertation, Jena, 1951
- Email. Verlag Technik Berlin, 1955
- (mit Manfred Röhrs): Beton für hohe Temperaturen. Verlag für Bauwesen Berlin, 1965
- (mit Hubert Marusch): Der Baustoff Glas : eine Einführung; Erzeugnisse, Eigenschaften, Anwendungen. Verlag für Bauwesen Berlin, 1972
- (mit Wilhelm Hinz): Silikatchemie : Einführung in die Grundlagen. Deutscher Verlag für Grundstoffindustrie Leipzig, 1976
- (mit Hans-Joachim Blankenburg): Silikattechnik : englisch, deutsch, französisch, russisch. Verlag Technik Berlin, 1977
- (mit A. A. Appen): Hitzebeständige Korrosions-, Wärme- und Verschleißschutzschichten. Deutscher Verlag für Grundstoffindustrie Leipzig, 1980
- Anorganisch-nichtmetallische Werkstoffe : Charakteristik, Eigenschaften, Anwendungsverhalten. Deutscher Verlag für Grundstoffindustrie Leipzig, 1981
- (mit Joachim Ulbricht): Tonerde und Tonerdewerkstoffe : physikalisch-chemische Grundlagen, Eigenschaften, Anwendung und Einsatz. Deutscher Verlag für Grundstoffindustrie Leipzig, 1984. ISBN 3-211-95824-X
- (mit Helmut Pöschmann): Email und Emailliertechnik. Deutscher Verlag für Grundstoffindustrie Leipzig, 1986. ISBN 3-342-00081-3
- Physikalische Chemie der Silicate und nichtoxidischen Siliciumverbindungen. Deutscher Verlag für Grundstoffindustrie Leipzig, 1991. ISBN 3-342-00419-3
- (mit Joachim Ulbricht): Aluminiumoxid : Rohstoff – Werkstoff – Werkstoffkomponente. Deutscher Verlag für Grundstoffindustrie Leipzig, 1991. ISBN 3-342-00532-7
- Physikalische Chemie der Silicate und nichtoxidischen Siliciumverbindungen. Deutscher Verlag für Grundstoffindustrie Leipzig, 1991. ISBN 3-342-00419-3
- (mit Joachim Ulbricht): Feuerbeton und betonartige feuerfeste Massen und Materialien : Werkstofftypen – Eigenschaften – Anwendung. Deutscher Verlag für Grundstoffindustrie Leipzig, 1994. ISBN 3-342-00559-9